# Henry Aron
Henry Aron, né le 11 novembre 1842 à Besançon et mort le 13 novembre 1885 à Paris, est un journaliste, critique littéraire et directeur de publication français. Il est l'oncle de l'économiste, historien, géographe et humaniste Henri Hauser (1866-1946), dont il a assuré l'éducation de ses jeunes années et a influencé la carrière.  

## Enfance et éducation
Henri dit Henry Aron est le fils de Charles Aron (1811-1883) et de Sara Hauser (1807-1880). Il grandit principalement à Paris. Ses parents habitent tout d'abord Besançon mais sont originaires de Luemschwiller en Alsace. Le père, Charles Aron, fut Lieutenant de la Garde et se distingua par une attitude héroïque lors des journées de février 1848. Cet épisode est décrit dans les mémoires de Henri Hauser — petit fils de Charles Aron —, mémoires incluses dans le livre de Severine-Antigone Marin. Par la suite, Charles Aron quitta l'Armée et s'installa avec son épouse vers 1860 à Paris, pour pratiquer le commerce. 
Henri Aron reçoit en 1860 le premier prix de vers latins au Concours général des lycées et collèges de Paris et de Versailles. Il devient ensuite élève au Lycée Charlemagne, puis à l'École normale supérieure, promotion 1862, et agrégé de lettres en 1865. Bien que destiné à être professeur, débouché naturel auquel prépare "Normal Sup' ", il préfèrera la profession de journaliste (qu'on appelait publiciste à l'époque).

## Carrière
Henri Aron entame sa carrière en tant qu'enseignant-stagiaire en Lettres en 1865 avant de passer l’agrégation. À ses débuts de jeune pédagogue, il est remarqué tant en grec qu’en latin puis félicité. Il se classe alors premier en année de Rhétorique. Néanmoins, pour l’administration de l’ENS, malgré la valeur, le sérieux et l’acharnement d’Henri Aron, sa santé délicate l'empêche réellement de pouvoir exprimer toutes ses capacités. Aron est reçu troisième à l’agrégation de Lettres et commence sa carrière en tant que chargé de cours de Rhétorique au lycée impérial d’Avignon, et il se distingue par son « esprit fin », ses connaissances et son dévouement consciencieux à l’égard de ses élèves.
En 1867, il soumet un mémoire au ministre de l’Instruction publique portant sur la réforme de l’enseignement du grec et du vers latin dans le secondaire. Henri Aron a de l'ambition, mais il sera cependant handicapé tout au long de sa vie par sa santé fragile. En 1868, il est nommé au nouveau lycée d’Alger. 
En 1869, il devient chargé de cours au lycée Condorcet à Paris. Mais surviennent la guerre contre la Prusse puis la Commune de Paris. Marqué par les événements de «l’année terrible», Henri Aron se découvre fervent républicain. Sa carrière prend un tournant, il devient  journaliste et défenseur de la République dans un pays en reconstruction. 
En 1872, il travaille d'abord au Journal de Lyon et écrit une chronique hebdomadaire des débats parlementaires nommée « Tablettes versaillaises » qui le fait remarquer. Puis en 1873,  Aron devint un des principaux collaborateurs du Journal des débats une fois le journal rallié à la république. Il était aussi secrétaire de la Revue des deux Mondes. Le 18 mars 1874, M. Ricard, Ministre de l’Intérieur, lui confie la direction du Journal Officiel et du Bulletin français, en remplacement d'Ernest Daudet (frère de l'écrivain Alphonse Daudet), démissionnaire mais qui avait lui-même encouragé sa nomination à la tête du JO (Journal Officiel), lequel, à cette époque, n’était pas encore la propriété de l’État.
Le 16 mai 1877, Henry Aron donna sa démission de rédacteur en chef du Journal Officiel. Mais après les élections républicaines, il fut réaccepté à sa tête jusqu’en 1881, date à laquelle le journal devint propriété de l’État.
En juillet 1878, Aron est fait Chevalier de la Légion d’honneur.
Il réintégra le Journal des débats en tant que critique littéraire, et devint célèbre pour ses carnets de notes très spirituels. Il publiait également dans la Revue politique et littéraire.
Henry Aron s’éteint le 13 novembre 1885 à Paris (9e arr.), à l’âge de 42 ans, des suites de la tuberculose. Il est inhumé au cimetière du Montparnasse ( 24e division).

## Sa famille
Henry Aron est l’oncle de l’historien, géographe et économiste Henri Hauser (1866-1946), et du frère aîné de celui-ci, Félix-Paul Hauser (1861-1916), administrateur en Indochine. Il était le frère de leur mère Zélia Hauser (1840-1879) née Aron, épouse d'Auguste Hauser (1814-1884). Henry Aron a beaucoup influencé ses neveux lors de leurs années d’adolescence, après le décès de leur mère Zélia le 30 janvier 1879 de la tuberculose.
Henry Aron veillera sur Henri Hauser et son frère aîné Felix-Paul : il enverra ce dernier à Bradford où il étudia le commerce avant de faire carrière dans l'administration coloniale et devenir Administrateur Civil de 1re Classe en Indochine, puis maire de Tourane (Da Nang), Hanoi et Haiphong. Aron inscrivit son autre neveu Henri Hauser au Lycée Condorcet et l'hébergea chez lui afin qu'il ne soit pas pensionnaire, avec l'idée de lui faire intégrer l'École normale supérieure, ce qui advint.
Dans ses mémoires inachevées que l'on retrouve à la fin du livre de Séverin-Antigone Marin et de Georges-Henri Soutou, Henri Hauser évoque souvent ce jeune oncle dynamique, brillant et bienveillant, qui le premier l'a guidé avant qu'il ne rencontre ses premiers grands maîtres tels Paul Vidal de la Blache à "Normale Sup". Tout comme Henri Hauser, Henry Aron est issu d'un milieu juif de petite à moyenne bourgeoisie républicaine mais bien plus républicaine que juive.
Henry Aron épousa en 1879 Pauline Weil-Picard (1858-?), fille d’Adolphe Veil-Picard, banquier aisé de Besançon. De cette union naquit une fille, Germaine-Jeanne Aron de Faucompré (1884-1941), adoptée par le comte de Faucompré (troisième époux de Pauline), et qui épousa Armand de Rafelis de Saint-Sauveur (1879-1969).

## Publications
- Réforme de l'enseignement secondaire classique. La question du grec et du vers latin, par Henry Aron, Paris, Germer-Baillière, 1880 (extrait de la Revue politique et littéraire du 18 novembre 1871, selon le catalogue de la BnF).

## Honneurs et décorations
- : Chevalier de la Légion d’honneur par décret du 30 juillet 1878

## Sources
- Dictionnaire bibliographique Larousse 1866-1877
- Dictionnaire bibliographique Lermina 1885
- Dictionnaire bibliographique Vapereau 1893
- Le parcours d’excellence d’Henri Aron illustre pleinement l’assimilation à l’espace politico-administratif des « Juifs d’État » étudiés par Pierre Birnbaum (Les Fous de la République. Histoire politique des Juifs d’État de Gambetta à Vichy, Paris, Fayard, 1992).
- Sur Henri Aron, voir J. Balteau (dir.), Dictionnaire de biographie française, t. III, Paris, Librairie Letouzey et Ané, 1939, p. 1039.
- Archives de la Préfecture de Police de Paris, BA 936.
- Livre de Severine-Antigone Marin sous la direction de Henri-Georges Soutou : Henri Hauser
- http://www.textesrares.com/philo19/noticeAuteur.php?prenom_aut=Albert+%5BPierre+Marie%5D&nom_aut=Carrau
- Gallica & Bibliothèque nationale de France.
- Liste des Normaliens par promotion, Henry Aron Promotion 1862
- Journal des Débats
- Journal Le Temps
- Les mémoires d'un Grand-père à sa petite-fille de Henri Hauser dans le livre sur Henri Hauser de Séverine-Antigone Marin et Georges-Henri Soutou (dir.) : Henri Hauser (1866-1946) : humaniste, historien, républicain, Presses de l'Université de Paris-Sorbonne, 2006, 352 pp.